# Hampsonodes oliveata
Hampsonodes oliveata là một loài bướm đêm trong họ Noctuidae.